# كارتل (عقد)
كارتل (Cartel) كلمة أو مصطلح لاتيني مشتق من كلمة (Charta) اللاتينية والتي تعني الميثاق.

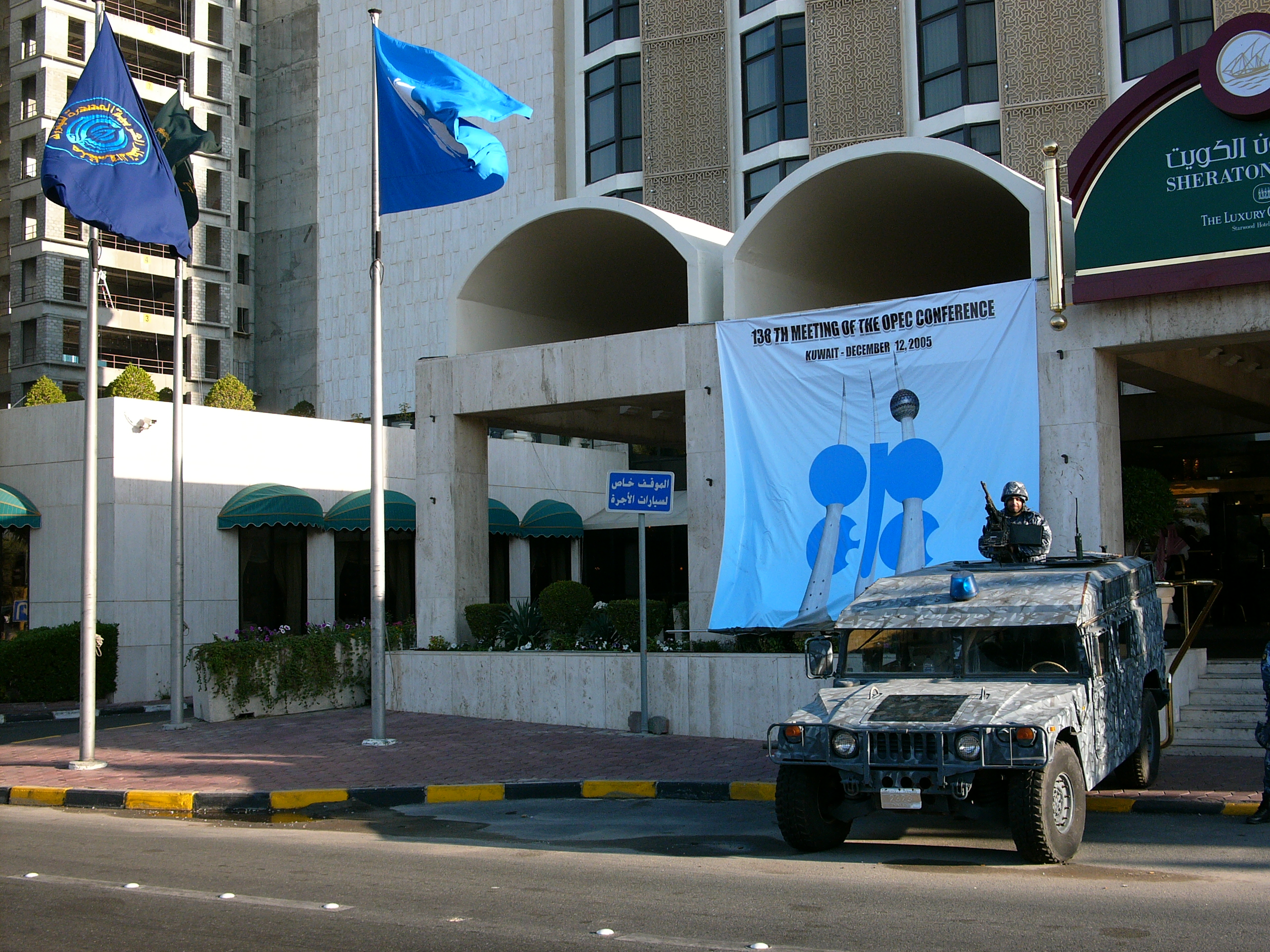
اجتماع لاعضاء منظمة الأوبك في فندق الشيراتون في الكويت عام 2005، وتعتبر أوبك كارتل نفطي

ويعرف الكارتل، أنه اتفاق غالبا ما يكون مكتوبا بين عدد من المشاريع تنتمي إلى فرع معين من فروع الإنتاج لأجل تقسيم الاسواق أو تنظيم المنافسة مع الإبقاء على شخصية كل مشروع من الناحيتين القانونية والاقتصادية، بحيث لا تندمج مع بعضها كما هو الحال بالنسبة لاتفاقيات الترست (Trust)، التي تتنازل فيها المشاريع عن أستقلالها.
ويختلف الكارتل عن الشركة القابضة (Holding Company)، في أن هذه الشركة تقوم على أساس من المساهمة الفعلية في رؤوس الأموال للشركات التابعة والتعاون بين الشركات أعضاء المجموعة دون احتكار معلن أو مغطى.

## المفهوم
يعرف الكارتل بأنه اتفاق ناتج عن تجمع بين مؤسسات وطنية أو دولية لتحديد أسعار المنتجات، ويمكن أن يحدد (الكارتل) كمية عرض (المنتجات) لأجل رفع الأسعار من أجل زيادة أرباح الأعضاء فيه.
فالكارتل يمثل شكلا من هذهِ الأشكال، فعلى سبيل المثال منظمة أوبك هي كارتل نفطي.
ويمكن تعريفه بمعنى آخر:
اتفاق بين عدد من الشركات أو المشروعات الكبرى على تثبيت أسعار منتجاتها، وتوزيع حصص السوق في المناطق والقطاعات والدول المختلفة بهدف التوصل إلى أرباح احتكارية 
فهو اتفاق بين مجموعة منتجين لبضاعة معينة غايته الحيلولة دون هبوط أسعار تلك البضاعة؛ فالكارتل (اتحاد احتكاري لصانعي السلع والمنتجات).

## تاريخ وأنواع الكارتل
أول ما نشأ الكارتل في ألمانيا في القرن التاسع عشر، والكارتل على أنواع أهمها كارتل تحديد الأسعار، وكارتل تحديد الإنتاج، وكارتل تقسيم الاسواق، وكارتل الشراء، وغيرها من الكارتلات، بينما تتنوع القوانين الوطنية التي تتعلق بالكارتل، ومن الصعب تحقيق اتفاقات دولية بشأنها، وكل من اتفاقية روما وميثاق استوكهوم الذين يحكمان المجتمع الأوروبي، ومنظمة التجارة الأوروبية الحرة، يتضمنان شروطا للمراقبة.
وفي ألمانيا يعتبر الكارتل أكثر أنواع المؤسسات الاحتكارية شيوعا. أما في الولايات المتحدة الأمريكية فالكارتل غير قانوني بشكل عام، فقانون عام 1890م المناهض للتجمع الضخم للأموال يمنع الكارتل، وهناك تشريع صدر في أثناء فترة الكساد الكبير، سمح للصناعات بوضع أسس للمنافسة العادلة، ولكن ما لبث أن صدر إعلان عدم شرعيتها من الناحية الدستورية عام 1935م، وبعد الحرب العالمية الثانية انتهت جميع اتفاقات إنتاج النفط، واتفاقات استخراج الفحم واتفاقات الزراعة.